# Battle for Graxia
Battle for Graxia — free-to-play игра в жанре Action RTS, разработанная Petroglyph Games для Microsoft Windows. Игровой процесс схож с DotA, но включает в себя несколько нововведений. Вместо традиционной системы накапливания опыта и повышения уровня героя игра предлагает улучшать героев с помощью дерева умений за счёт выбора определенной ветки, которая сохраняется за персонажем и после окончания игры.
Rise of Immortals предоставляет развитую социальную систему, благодаря которой игроки могут демонстрировать своих персонажей другим, добавлять друзей, общаться, торговать, соревноваться для попадания в таблицу рекордов. Также в игре существует режим игры Player versus Environment (PvE), в котором игрок играет против компьютера, тем самым имея возможность определиться с выбором ветки умений до игры против других людей, однако основным режимом всё же является Player versus Player (PvP).
Сама игра является бесплатной, игрок может зарабатывать специальные монеты в битвах с монстрами и другими игроками и покупать за них новых персонажей (бессмертных) или экипировку своему персонажу. Однако за доступ к необычным скинам, прокачку игроку нужно платить реальные деньги.
На данный момент в игре есть 25 классов бессмертных, однако новые бессмертные добавляются регулярно.